# Avernes-sous-Exmes
Avernes-sous-Exmes là một xã thuộc tỉnh Orne vùng Normandie tây bắc nước nước Pháp. Xã này nằm ở khu vực có độ cao trung bình 270 mét trên mực nước biển.